# Miek
Miek è un personaggio dei fumetti, creato da Greg Pak (testi) e Carl Pagulayan (disegni), pubblicato dalla Marvel Comics. È apparso per la prima volta in The Incredible Hulk (terza serie) n. 92 (aprile 2006), durante la saga Planet Hulk.

## Biografia del personaggio
Miek è un membro della razza insettoide che viveva su Sakaar, un pianeta alieno, nonché il figlio di un re insetto.
Molta della sua gente fu uccisa dai rosati, un'altra razza di Sakaar, per ordine del Re Rosso, e si ritrovò a combattere in un'arena, costretto a combattere per colpa dei dischi di obbedienza, dove venne salvato dallo Sfregio Verde.
Unitosi agli altri gladiatori scappò con loro quando un certo zenn-laniano distrusse i dischi.
In fuga, Miek portò gli amici nella sua città natale, dove la sua specie era schiava dei rosati, nella speranza che Hulk li uccidesse.
In quel momento si evolse in un re della sua razza dove tentò di compiere giustizia ma venne fermato dagli altri.
Tentando di scappare dagli Spike, una razza di parassiti alieni, si rifugiò in una città imperiale dove trovò l'ultima regina della sua razza che dovette uccidere, in quanto infettata dagli Spike.
Dopo che il Re Rosso fu fermato, i suoi amici iniziarono a ricostruire la nuova Sakaar.

### World War Hulk
Dopo che Hulk sconfiggerà il Re Rosso, Miek diventa uno dei suoi più fedeli sostenitori, tanto che si unirà a lui quando, alla morte di Caiera, si dirigerà verso la terra in cerca di vendetta. Sulla terra aiuterà lo sfregio verde ad abbattere i suoi nemici, e avrà un rapporto di rivalità con Rick Jones, in quanto egli si può realmente definire il primo e miglior amico di Hulk.
Dopo il duello tra il Golia Verde e Sentry, che li ha riportati nella loro forma umana, Miek cerca di colpire Banner in modo che questi si ritrasformi in Hulk, colpendo però Jones.
Quando Hulk, furioso, si scaglia su di lui, Miek confesserà di essere stato lui indirettamente a causare l'esplosione su Sakaar; aveva visto alcuni ribelli piazzare un ordigno sull'astronave che aveva portato Hulk sul pianeta, ma non fece nulla per fermarli, poiché lo Sfregio Verde, dopo che si era sposato, aveva perso la sua naturale indole aggressiva, desiderando sola la pace e rinunciando ai suoi propositi di distruzione, cosa che non era affatto gradita a Miek.

## Poteri e abilità
Inizialmente Miek era molto debole, sebbene a detta di Hulk più forte degli umani, poi trasformatosi in Re insettoide ha acquisito una forza maggiore e la capacità di volare, tramite le sue ali.

## Altri media

### Animazione
- Miek compare nel film d'animazione Planet Hulk (2010).[3]

### Cinema
- Miek compare nei film del Marvel Cinematic Universe Thor: Ragnarok (2017),[4] Avengers: Endgame (2019) e Thor: Love and Thunder (2022).[5]

### Televisione
- Miek compare nella serie animata Super Hero Squad Show.
- Miek compare anche nella serie animata Hulk e gli agenti S.M.A.S.H..
- Il personaggio è presente nella serie animata Marvel Super Hero Adventures.